# Sargassum
Sargassum C. Agardh é um gênero de algas castanhas (divisão Phaeophyta) com distribuição tropical e subtropical em todos os oceanos.
Os taxa Sargassum cymosum var. cymosum, S. cymosum var. nanum, S. filipendula,S. furcatum, S. hystrix, S. platycarpum, S. polyceratium, S. ramifolium, S. stenophyllum e S. vulgare são exemplos deste género na flora do Brasil.
Representantes deste gênero crescem sobre rochas, preferencialmente em locais não expostos a forte batimento de ondas, na região infralitoral e na franja da região sub-infralitoral. Em condições ambientais favoráveis, especialmente em locais não submetidos à poluição por esgoto doméstico e derivados do petróleo, podem formar bancos densos, com dossel de mais de 50 cm de altura (em outras regiões biogeográficas, os bancos de Sargassum podem ser mais desenvolvidos, com mais de 1,0 m de altura) e biomassa expressiva. 
A morfologia desta alga parda é complexa, se comparada a outras macroalgas, possuindo o corpo dividido em partes distintas: uma parte de fixação, chamada de apressório; ramos cilíndricos curtos, que crescem a partir do apressório; destes ramos cilíndricos diferenciam-se outros ramos mais longos (ramos laterais), que possuem porções achatadas similares a folhas, estruturas para a reprodução sexuada oogâmica (receptáculos) e vesículas pequenas cheias de ar. Apressório e ramos cilíndricos podem sobreviver por mais de um ano, crescendo continuamente (espécies perenes). Os ramos laterais, após se alongarem, se tornam férteis, produzindo gametas masculinos flagelados, que são liberados na água do mar, e gametas femininos, que são mantidos na superfície dos receptáculos, envoltos por uma massa de mucilagem, e ali são fecundados. Após o pico de reprodução, os ramos laterais se tornam enfraquecidos, senescentes, e são facilmente destacados da planta (fragmentação).
Algumas espécies, como Sargassum natans e Sargassum fluitans, formam bancos flutuantes na superfície do mar, longe da costa (mar de Sargaços), graças à grande quantidade de vesículas de ar em seus ramos laterais. Estas espécies perderam a capacidade de reprodução sexuada se reproduzem apenas por fragmentação: ou seja, pequenos ramos se destacam de ramos maiores e continuam crescendo.
Este gênero, bem como outros gêneros da ordem Fucales, tem importância ecológica por seu papel na formação de habitats, onde vivem diversos grupos de invertebrados. 
Devido à sua sensibilidade às alterações da qualidade da água do mar, espécies de Sargassum vêm sendo empregadas como espécies indicadoras, em estudos de impacto ambiental e em monitoramentos ambientais de longo prazo. 
Em Portugal, no início do século XXI, apareceu a espécie Sargassum muticum, originária do Japão. Esta espécie invasora possui elevada capacidade de dispersão, tendo sido introduzida acidentalmente em outras partes do mundo, onde vem alterando a estrutura das comunidades bentônicas.